# Upsilon Leonis
Upsilon Leonis (91 Leonis) é uma estrela na direção da constelação de Leo. Possui uma ascensão reta de 11h 36m 56.93s e uma declinação de −00° 49′ 25.9″. Sua magnitude aparente é igual a 4.30. Considerando sua distância de 178 anos-luz em relação à Terra, sua magnitude absoluta é igual a 0.61. Pertence à classe espectral G9III.